# Faceta (cristal)
As facetas são faces planas em formas geométricas. A organização das facetas que ocorrem naturalmente foi a chave para os primeiros desenvolvimentos na cristalografia, uma vez que refletem a simetria subjacente da estrutura do cristal. As gemas geralmente têm facetas cortadas para melhorar sua aparência, permitindo que reflitam a luz.

## Facetação natural
Muitos cristais crescem naturalmente em formas facetadas. Por exemplo, o sal comum forma cubos e o quartzo forma prismas hexagonais. Essas formas características são consequência da estrutura cristalina do material e da energia da superfície, bem como das condições gerais sob as quais o cristal se formou.